# 東大阪市立三ノ瀬小学校
東大阪市立三ノ瀬小学校（ひがしおおさかしりつ さんのせしょうがっこう）は、かつて大阪府東大阪市三ノ瀬にあった公立小学校。

## 沿革
- 1932年（昭和7年）2月8日 - 大阪府中河内郡布施第三尋常小学校として開校。[1]
- 1941年（昭和16年）4月1日 - 布施第三国民学校と改称。
- 1947年（昭和22年）4月1日 - 布施市立布施第三小学校と改称。
- 1967年（昭和42年）2月1日 - 東大阪市が誕生し、東大阪市立布施第三小学校と改称。
- 1967年（昭和42年）4月1日 - 東大阪市立三ノ瀬小学校と改称。
- 2018年（平成30年）3月31日 - 閉校。（東大阪市立太平寺小学校と統合、東大阪市立布施小学校になる）

## 通学区域
- 足代1-2丁目、足代南1-2丁目、三ノ瀬1-3丁目[2]

## 進学先中学校
- 東大阪市立布施中学校[2]